# Halis Yen
Halis Hakan Yen (Genk, 13 mei 1988) is een Belgisch-Turkse voetbaltrainer werkzaam bij de Belgische voetbalvereniging STVV.

## Biografie
Halis Yen droomde zoals elk kind ervan ooit een profvoetballer te worden. Halis sloot zich in 1992 aan bij provinciale Ac Kolderbos. Nadien speelde hij voor clubs als Genk Zuid, Euro Afro Genk, Bregel Sport.
Halis maakte op 17-jarige leeftijd de overstap van de jeugdelftallen naar het eerste van Patro Eisden Maasmechelen. Na een bescheiden spelerscarrière als linksbuiten in de Nationale reeksen bij Patro Eisden Maasmechelen, stopte hij met voetballen om zich op een opleiding Lichamelijke Opvoeding te richten, aan de Hogeschool PXL in Hasselt.
Acht jaar later keerde hij terug in het voetbal als trainer en scout. Hij behaalde zijn UEFA B licentie bij de Belgische Voetbalbond, en na een half seizoen bij Sporting Hasselt in 2017 werd Yen talentscout bij de Belgische voetbalclub Club Brugge. Voor deze ploeg volgde hij onder andere de jonge talenten in de jeugdopleidingen van Turkse voetbalclubs zoals Fenerbahçe en Galatasaray.
Daarnaast wordt Halis door Turkse media met enige regelmaat ingezet als woordvoerder over profvoetbal in Turkije, en België in het bijzonder. Hij hamert er geregeld op dat in Turkije geen goede overgang is tussen de jeugdopleiding en het profvoetbal, iets wat in België standaard clubbeleid is.
Halis was voor het seizoen 2021-2022 eerst assistent trainer U15 en daarna werd hij hoofdtrainer U15 van Patro Maasmechelen. Tevens was hij conditietrainer van de verschillende leeftijden. . Dezelfde jaar richtte hij in zijn woonplaats Sledderlo de voetbalclub CJ Sledderlo op, als project om jongeren van de straat te houden.

Halis is sinds 15 augustus 2022 aangesteld als trainer U16 bij STVV. met deze lichting werden ze kampioen voor het seizoen 2022 - 2023. 